# Sporting Club Toulon
El Sporting Club Toulon es un club de fútbol francés de la ciudad de Tolón en el departamento de Var. Fue fundado en 1944 y jugó bajo ese nombre hasta la temporada 1999-2000, cuando fue reformado administrativamente y renombrado Sporting Toulon Var. En el año 2016, el club se fusionó con el SC Toulon-Le Las y fue bautizado como Sporting Club Toulon nuevamente.
El Sporting Club Toulon compite en el Championnat National 2, la cuarta categoría del fútbol francés.
La última vez que el club jugó en la Ligue 1 fue en la temporada 1992-93, donde finalizó en la posición 19 y fue descendido administrativamente al Championnat National debido a problemas económicos.

## Uniforme
- Uniforme titular: Camiseta, pantalón y medias amarillas.
- Uniforme alternativo: Camiseta, pantalón y medias negras.